# M1 모터웨이
M1 모터웨이는 영국 런던과 리즈간을 남북으로 연결하는 고속도로이며, 영국 최초로 도시간을 연결하는 고속도로이다. 게이트웨이 투 더 노스(gateway to the North)라는 별칭을 가지기도 한다.
총 길이는 311km (193 마일)이며 4단계에 걸쳐서 건설 되었다. 1959~1968년에서 대부분의 구간이 완공되었고, 1977년에 남쪽 끝 구간이 완공되었고, 1999년에 북쪽 끝 구간이 완공되었다. 유럽 고속도로 13호선의 일부 구간이기도 하다.

## 주요 경유 구간
- 웨스트요크셔주
- 사우스요크셔주
- 더비셔주
- 노팅엄셔주
- 레스터셔주
- 노샘프턴셔주
- 버킹엄셔주
- 베드퍼드셔주
- 하트퍼드셔주
- 그레이터런던

## 같이 보기
- 모터웨이